# Triplofusus giganteus
Triplofusus giganteus là một loài ốc biển, là động vật thân mềm chân bụng sống ở biển thuộc họ Fasciolariidae.

## Hình ảnh

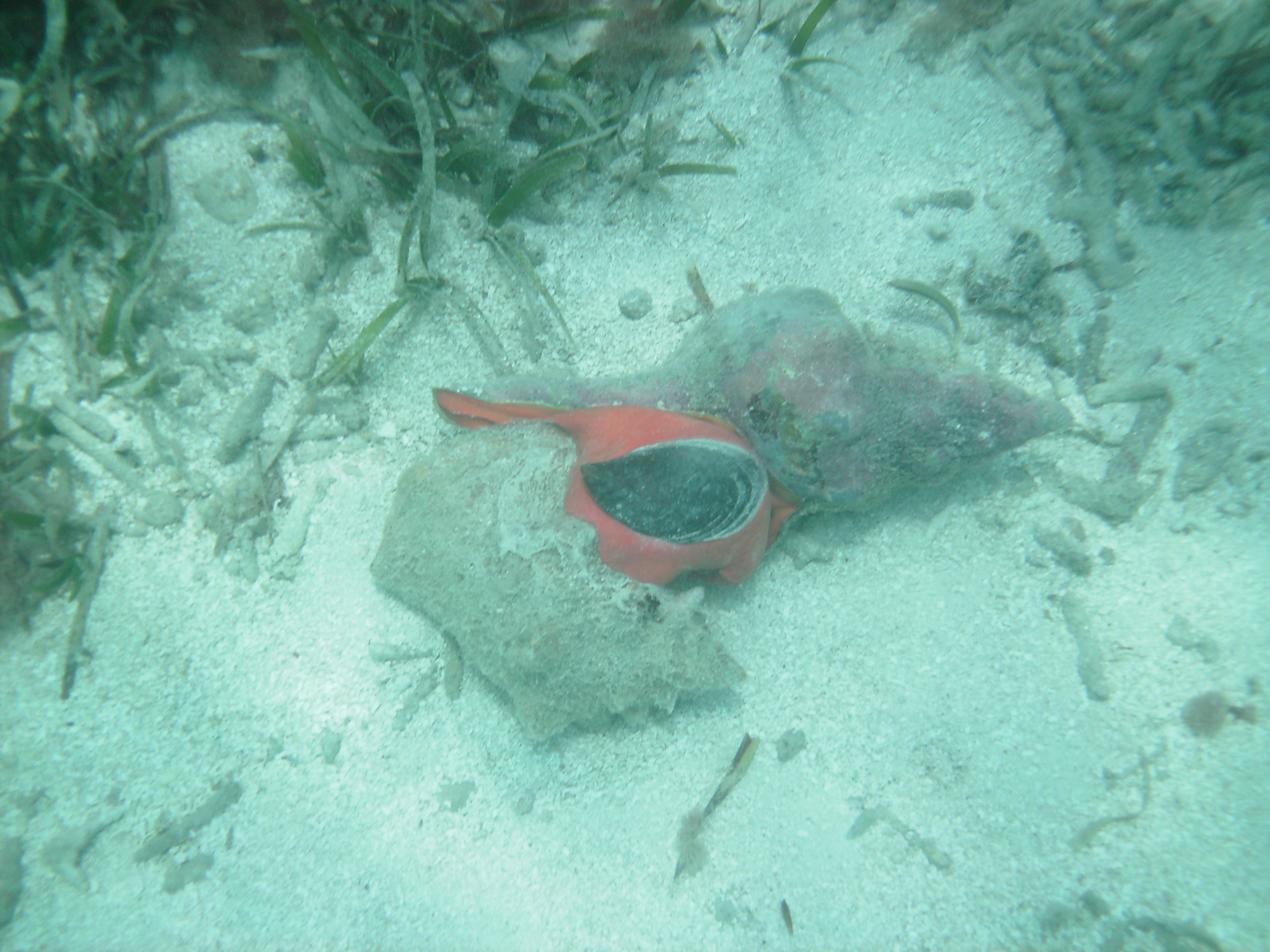
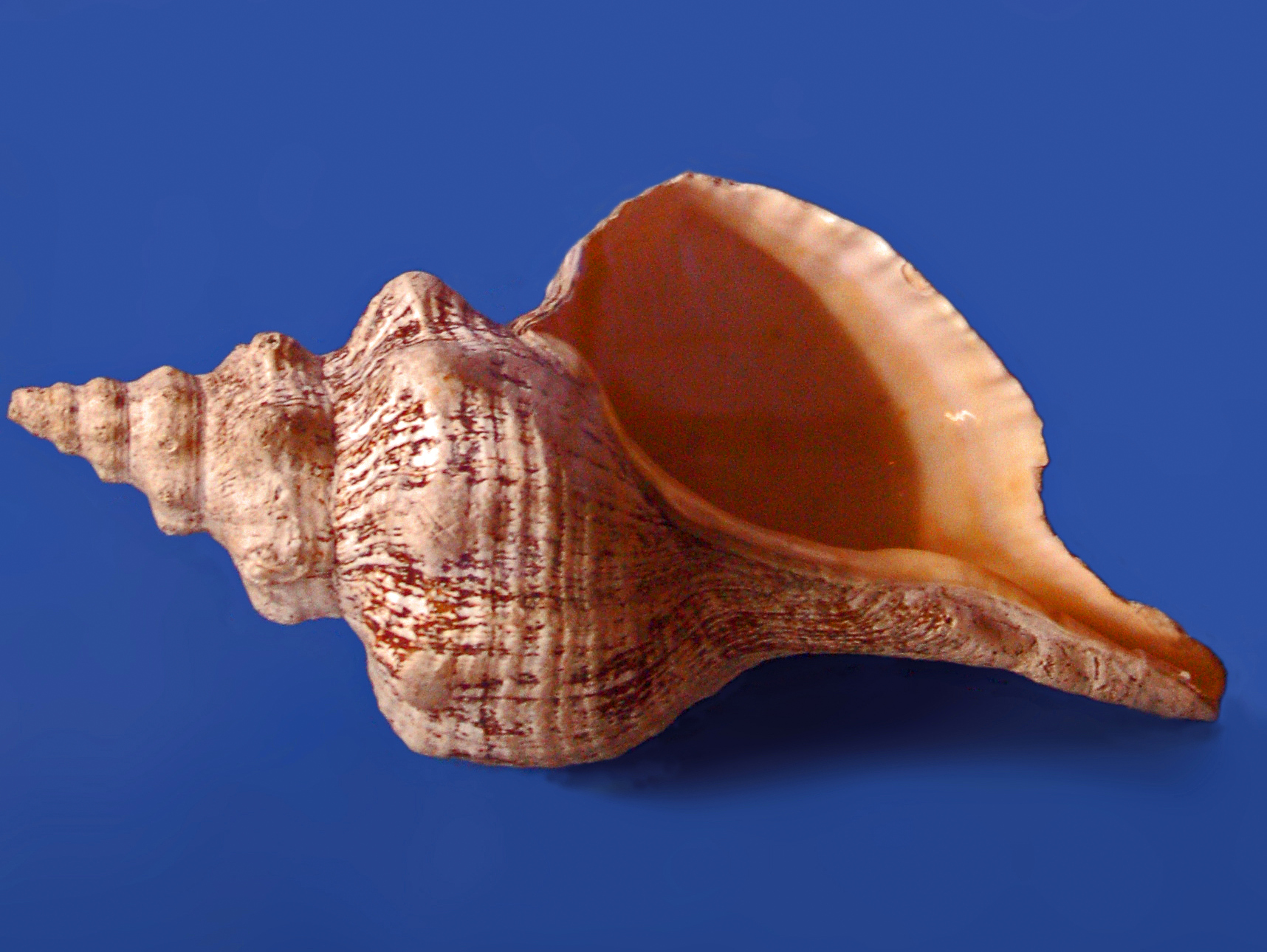